# Rafael Carioca
Rafael Carioca, właśc. Rafael de Souza Pereira (ur. 18 czerwca 1989 w Rio de Janeiro) – brazylijski piłkarz grający na pozycji środkowego lub defensywnego pomocnika. Od 2017 roku jest zawodnikiem meksykańskiego klubu Tigres UANL.

## Kariera klubowa
Karierę piłkarską Rafael Carioca rozpoczynał w klubie Grêmio. W 2008 roku awansował do kadry pierwszej drużyny Grêmio. 10 maja 2008 zadebiutował w pierwszej lidze brazylijskiej w zwycięskim 1:0 wyjazdowym meczu z São Paulo FC. Wraz z Grêmio wywalczył na koniec sezonu wicemistrzostwo Brazylii.
Na początku 2009 roku Rafael Carioca przeszedł do rosyjskiego klubu Spartak Moskwa. Swój pierwszy ligowy mecz w nim rozegrał 15 marca 2009 przeciwko Zenitowi Petersburg (1:1). W Spartaku spędził cały sezon 2009.
W 2010 roku Rafael Carioca został wypożyczony do CR Vasco da Gama z Rio de Janeiro. W nowym zespole swój debiut zanotował 16 maja 2010 w zremisowanym 0:0 domowym meczu z SE Palmeiras. W Vasco da Gama zawodnik występował przez rok.
W 2011 roku Rafael Carioca wrócił do Spartaka Moskwa.
| Sezon     | Klub             | Kraj     | Rozgrywki     | Mecze | Bramki |
| --------- | ---------------- | -------- | ------------- | ----- | ------ |
| 2008      | Grêmio           | Brazylia | Série A       | 37    | 0      |
| 2009      | Spartak Moskwa   | Rosja    | Priemjer-Liga | 23    | 0      |
| 2010      | CR Vasco da Gama | Brazylia | Série A       | 34    | 0      |
| 2011/2012 | Spartak Moskwa   | Rosja    | Priemjer-Liga | 35    | 1      |
| 2012/2013 | Spartak Moskwa   | Rosja    | Priemjer-Liga | 27    | 1      |
| 2013/2014 | Spartak Moskwa   | Rosja    | Priemjer-Liga | 26    | 0      |
| 2014/2015 | Spartak Moskwa   | Rosja    | Priemjer-Liga | 1     | 0      |
| 2014      | Atlético Mineiro | Brazylia | Série A       |       |        |